# جوستيس وينسلو
جوستيس وينسلو (بالإنجليزية: Justise Winslow)‏ مواليد 26 مارس 1996 في هيوستن، هو لاعب كرة سلة محترف أمريكي بدأ مسيرته الاحترافية في سنة 2015 حيث تم اختياره من قبل فريق ميامي هيت خلال الدرافت، يلعب مع فريق ميامي هيت في الرابطة الوطنية لكرة السلة ويحمل الرقم 20. يبلغ طوله 6 قدم 7 بوصة (2.0 م).

## إحصائيات المسيرة

### الرابطة الوطنية لكرة السلة

#### الموسم الاعتيادي
| السنة   | الفريق    | لعب | بدأ | دقيقة | ميداني% | ثلاثية | حرة  | ارتداد | صنع | استلاب | تصدي | نقطة |
| ------- | --------- | --- | --- | ----- | ------- | ------ | ---- | ------ | --- | ------ | ---- | ---- |
| 2015–16 | ميامي هيت | 78  | 8   | 28.6  | .422    | .276   | .684 | 5.2    | 1.5 | .9     | .3   | 6.4  |
| المسيرة | المسيرة   | 78  | 8   | 28.6  | .422    | .276   | .684 | 5.2    | 1.5 | .9     | .3   | 6.4  |

#### التصفيات
| السنة   | الفريق    | لعب | بدأ | دقيقة | ميداني% | ثلاثية | حرة  | ارتداد | صنع | استلاب | تصدي | نقطة |
| ------- | --------- | --- | --- | ----- | ------- | ------ | ---- | ------ | --- | ------ | ---- | ---- |
| 2016    | ميامي هيت | 13  | 2   | 25.4  | .432    | .278   | .700 | 4.8    | .6  | .6     | .3   | 6.9  |
| المسيرة | المسيرة   | 13  | 2   | 25.4  | .432    | .278   | .700 | 4.8    | .6  | .6     | .3   | 6.9  |

## روابط خارجية
- جوستيس وينسلو على موقع الاتحاد الدولي لكرة السلة (الإنجليزية)
- جوستيس وينسلو على موقع إن بي أي (الإنجليزية)
- جوستيس وينسلو على موقع سبورتس رفرنس (الإنجليزية)
- جوستيس وينسلو على موقع كرة السلة الأوروبية.كوم (الإنجليزية)
- جوستيس وينسلو على موقع DraftExpress.com (الإنجليزية)
- جوستيس وينسلو على موقع إي إس بي إن.كوم (الإنجليزية)
- جوستيس وينسلو على موقع كلية كرة السلة في سبورتس رفرنس.كوم (الإنجليزية)
- جوستيس وينسلو على موقع ريلجم (الإنجليزية)
- جوستيس وينسلو على موقع بروبوليرز (الإنجليزية)